# Титаник Live
Titanic live — концертный альбом рок-группы Nautilus Pompilius. В альбом вошла концертная запись, сделанная в ходе презентации альбома «Титаник» в ГКЦЗ «Россия» 13 июня 1994 года. Издан в 1994 году.

## Об альбоме
Альбом был фактически дебютом нового состава группы, в который помимо лидера — Вячеслава Бутусова и выступавших ранее бас-гитариста Игоря Копылова и барабанщика Альберта Потапкина вошли также новые участники группы: клавишник и саксофонист Алексей Могилевский, а также гитарист Николай Петров.
Кроме них в концерте приняли участие гости — Вадим Самойлов, Петр Подгородецкий, Сергей Буш, Александр Степаненко и Большой детский хор телерадиокомпании «Останкино». 
Вадим Самойлов также выступил в качестве постановщика совместных концертных номеров и звукорежиссером сведения альбома.
На концертах группа играла две программы — на первой исполнялись композиции «Титаника», а на другой хиты «Наутилуса» 1986—1992 годов.

## Производство
Между «Наутилусом» и тандемом директоров Владимир Месхи — Леонид Ланда в марте 1994 года был подписан договор о сотрудничестве на год. Свою деятельность Месхи и Ланда начали с того, что они оплатили аренду базы «Наутилуса Помпилиуса» в Санкт-Петербурге для подготовки над концертной версией альбома «Титаник». В начале июня 1994 года Владимир Месхи и Леонид Ланда решили провести презентацию альбома в ГЦКЗ «Россия». С учётом сроков Вадим Самойлов и Алексей Могилёвский создали концертную версию программы. Вадим Самойлов отыграл только на презентации в Москве, после чего Алексей Могилевский предложил «Наутилусу» своего коллегу по «Ассоциации» Николая Петрова.
Проведённый в сентябре 1994 года концерт в Берлине, подорвал отношения между Вячеславом Бутусовым и тандемом Владимиром Месхи и Леонидом Ландой. С точки зрения коллектива, директора снимали деньги со счетов для того, чтобы закрыть финансовую брешь после презентации программы «Титаник» и поездки в Германию. Но Месхи считает, что Вячеслав Бутусов никогда не попадал в нюансы и не имел полной информацией, доверяя Илье Кормильцеву. В результате чего, контракт между группой и Месхи—Ланда был прекращён. Новым директором «Наутилуса Помпилиуса» в 1995 году стал Александр Пономарёв.

### Проведение презентации
Презентация альбома должна была состояться 8 и 9 июня 1994 года в ГЦКЗ «Россия», но её пришлось перенести: в кабинет администрации зала поступил телефонный звонок из правительства, призывавший отменить все мероприятия и провести концерты в честь Дня России. По логике это означало, что администрация концертного зала должна отменить презентацию и выплатить группе неустойку.
Ситуация усугублялась тем, что за неделю до начала презентации было продано большое количество билетов. В результате администрация зала перенесла презентацию на 12 и 13 июня, отменив при этом один концерт и передвинув на день концерты группы «Воскресение». И тогда штаб презентации «Титаника» заработал в полную силу: ночью в типографии были напечатаны наклейки с новыми числами, которые к утру уже были подклеены в Москве на тысячах афиш. С помощью подъёмного крана снимались перетяжки по всему центру, и на них вешали новые даты. После того как к делу были подключены радио и телевидение, все организационные проблемы были решены.
Концерт транслировался и записан программой «A». Запись выступления была выпущена на компакт-дисках под названием «Титаник Live». 

## Композиции
Авторы всех песен: В. Бутусов — Илья Кормильцев (кроме отдельно отмеченных)

| Диск 1 1. Интродукция 2. Титаник 3. Тутанхамон 4. Негодяй и Ангел 5. Утро Полины 6. К Элоизе (В. Бутусов) 7. Воздух 8. 20 000 9. Колёса Любви 10. Зверь (В. Бутусов) | Диск 2 1. Разлука (народная) 2. Радиола (Эта музыка будет вечной) 3. Прогулки по воде 4. На берегу безымянной реки (В. Бутусов) 5. Тихие игры (В Бутусов, Е. Аникина) 6. Бриллиантовые дороги 7. Казанова (В. Бутусов, А. Могилевский) 8. Я хочу быть с тобой (В. Бутусов, А. Могилевский) 9. Последнее письмо (В. Бутусов, Д. Умецкий) |

## Музыканты
- Вячеслав Бутусов — вокал, гитара
- Алексей Могилевский — саксофон, вокал, клавишные
- Вадим Самойлов — гитара, постановка совместных номеров, сведение
- Игорь Копылов — бас-гитара
- Альберт Потапкин — ударные
- Петров, Николай Петрович — гитара
- Петр Подгородецкий — клавишные (группа Машина Времени)
- Сергей Буш — труба (группа Браво)
- Александр Степаненко — саксофон (группа Динамик)

## Критика и приём
В книге о группе «Nautilus Pompilius: Введение в наутилосоведение» (1997) отмечено: «Концерты в ГЦКЗ «Россия» получились неравноценными. На первом выступлении члены коллектива волновались, поскольку группа больше года не выступала на больших площадках.
Второй концерт прошёл более удачно. Группа играла две программы  Визуально выглядело всё следующим образом: на сцене стояли два лидер-гитариста — часть сольных партий играл Николай Петров, а другую Вадим Самойлов. В центре сцены находился Бутусов — с чёрной гитарой, в черной одежде, напоминающий американского музыканта Дэвида Бирна. По традиции Бутусов застыл намертво у микрофона и в течение всего концерта практически не сходил с места. Шоу выгодно контрастировало с принципиальным сценическим минимализмом Бутусова. Причудливый огонь световых эффектов, громкий звук, хор на заднем плане, эффектные барабаны, непривычное для группы обилие бэк-вокалисток и приглашённых музыкантов создавали у зрителей небезосновательное ощущение нового Вавилона. Бутусов пел с вдохновением: интимные пришептывания, паузы, новые интонации и тембры в голос».
Историограф русского рока Александр Кушнир по поводу концерта Nautilus Pompilius в ГКЦЗ «Россия» отметил::
Само шоу выгодно контрастировало с принципиальным сценическим минимализмом Бутусова. Причудливый огонь световых эффектов, громкий звук, хор на заднем плане, по-бутафорски эффектные барабанщицы, непривычное для "Наутилуса" обилие бэк-вокалисток и приглашённых музыкантов создавали у зрителей небезосновательное ощущение нового Вавилона. Весь концерт 4000 зрителей смотрели стоя - с визгом и криком. В воздухе что-то искрилось и носилось, а над залом стоял несмолкаемый стон. На сцене всё текло само по себе, как будто кто-то сверху всем этим руководил. Все вовремя выходили и уходили, всё вовремя включалось и выключалось, барабанщицы вовремя вступили, шёл дым... Со стороны всё выглядело так, как будто шоу репетировалось не менее полугода. Был большой праздник. Бутусов пел с вдохновением - какие-то интимные пришёптывания, паузы, новые интонации и тембры в голосе. Возможно, его сильно подзаводила публика - во всяком случае, после концерта Бутусов сказал, что не помнит такой аудитории со времён 1988 года.